# Iwan VI Romanow

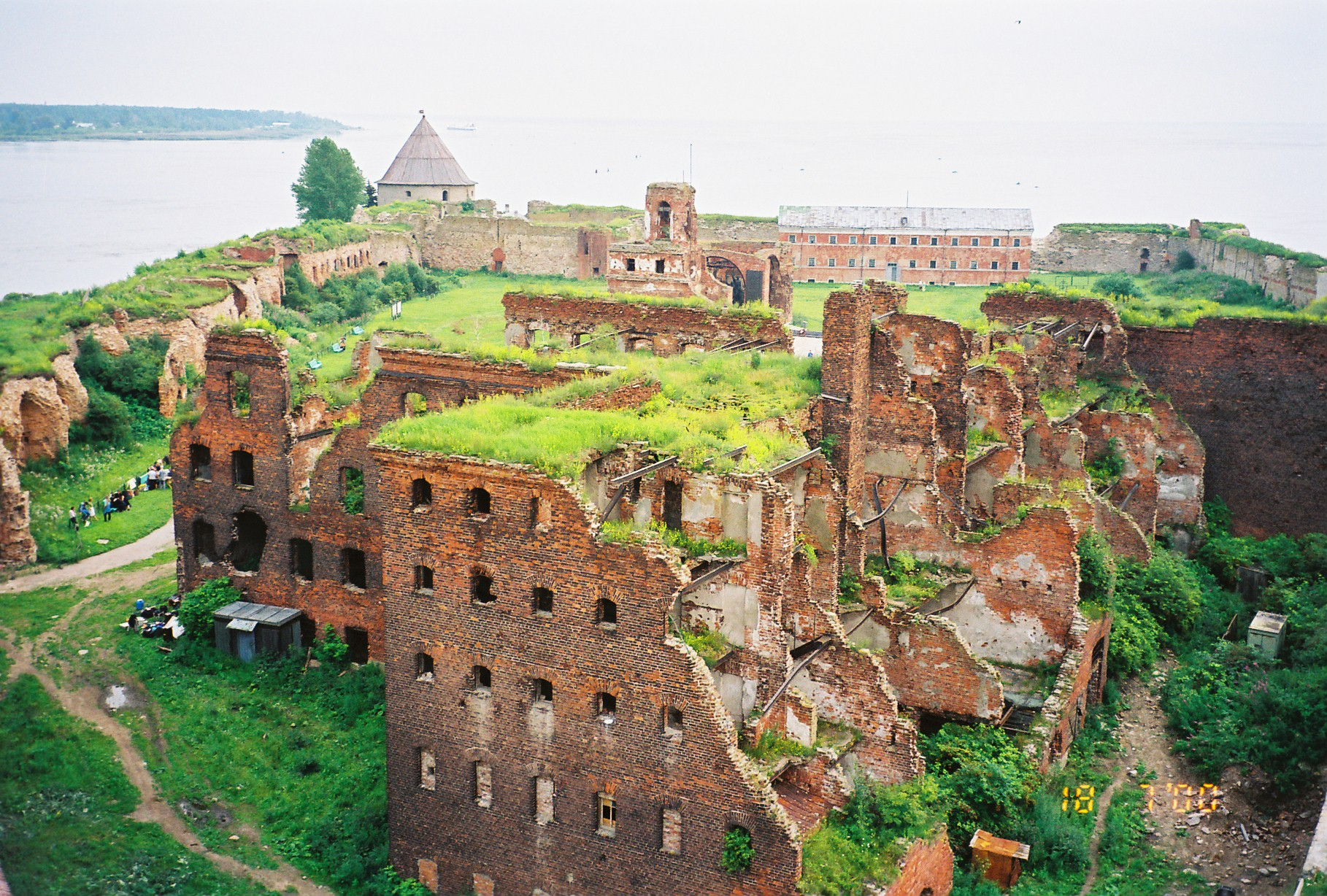
Ruiny twierdzy Szlisselburg

Iwan VI Antonowicz (ros. Иоанн Антонович; ur. 12 sierpnia?/23 sierpnia 1740 w Sankt Petersburgu, zm. 5 lipca?/16 lipca 1764 w Szlisselburgu) – cesarz Rosji w latach 1740–1741.

## Życiorys

### Pochodzenie
Iwan Antonowicz pochodził z dynastii Welfów. Był po kądzieli prawnukiem cara Iwana V Romanowa, synem księżnej Anny Leopoldowny i księcia brunszwickiego, Antoniego Ulryka z Brunszwiku-Wolfenbüttel.

### Cesarz Rosji
Zgodnie z wolą cesarzowej Anny Iwanowny z 1731 roku Iwan wstąpił na tron Rosji w 1740 roku i otrzymał imię tronowe Iwana VI. Jako władca-niemowlę nie miał żadnego wpływu na władzę w państwie, którą sprawowali w jego imieniu regenci, najpierw książę Ernest Jan Biron, a po jego aresztowaniu księżna Anna Leopoldowna.
Kilkunastomiesięczne rządy Iwana Antonowicza zakończyły się faktycznie 14 listopada?/25 listopada 1741 roku, gdy spiskowcy wykonujący rozkazy księżnej Elżbiety Piotrowny zdobyli Pałac Zimowy i aresztowali rodzinę cesarską.

### Wygnanie
Po zamachu stanu z 1741 roku Iwan Antonowicz stał się najważniejszym więźniem w Cesarstwie Rosyjskim. Początkowo traktowano go jako przyszłego następcę tronu, jednak izolowano od spraw publicznych. Mieszkał wraz z rodzicami w Rydze, w Oranienburgu i w majątku Chołmogory.
Z upływem jednak lat w otoczeniu cesarzowej Elżbiety Piotrownej wzrastała obawa, że cesarz powróci na tron, gdyż według Najwyższego Manifestu ogłoszonego w 1731 roku to jemu, po ukończeniu 17. roku życia, przypadał bezwzględnie tytuł imperatora. Aby do tego nie dopuścić, cesarzowa Elżbieta nakazała uwięzić Iwana w jednej z najlepiej strzeżonych rosyjskich twierdz.

### Pobyt w Szlisselburgu
W 1756 roku 16-letni Iwan VI został uwięziony w twierdzy w Szlisselburgu, gdzie prawie całkowicie odizolowano go od świata zewnętrznego. W wyniku złego traktowania, izolacji i obawy o życie Iwan w krótkim czasie popadł w chorobę psychiczną. Mieszkał samotnie w celi, do której dostępu pilnowało przez całą dobę ośmiu żołnierzy z rozkazem stawiania zbrojnego oporu każdej próbie uwolnienia więźnia występującego pod imieniem Grigorij.
W 1762 roku za sprawą cesarza Piotra III los Iwana Antonowicza nieco się poprawił. Został przeniesiony do nowo wybudowanego pawilonu więziennego. Nie trwało to jednak długo, gdyż w tym samym roku Katarzyna II zaostrzyła środki bezpieczeństwa wobec pierwszego więźnia stanu i nakazała, aby w przypadku jakiejkolwiek próby uwolnienia Iwana żołnierze go zgładzili.

### Śmierć byłego cesarza
Iwan Antonowicz zginął z rąk strażników więziennych w nocy z 15/16 lipca 1764 roku, w chwili gdy próbowała go uwolnić z twierdzy szlisselburskiej grupa spiskowców pod dowództwem porucznika Wasyla Mirowicza. Został pochowany w nieoznaczonym grobie na terenie twierdzy.

## Genealogia
| Ferdynand Albrecht II von Braunschweig-Wolfenbüttel ur. 19 / 29 V 1680 zm. 3 / 13 IX 1735 | Ferdynand Albrecht II von Braunschweig-Wolfenbüttel ur. 19 / 29 V 1680 zm. 3 / 13 IX 1735 |                                             |                                             | Antonina Amalia z Brunszwiku-Wolfenbüttel ur. 14 / 24 IV 1696 zm. 6 III 1762 | Antonina Amalia z Brunszwiku-Wolfenbüttel ur. 14 / 24 IV 1696 zm. 6 III 1762 |  |  | Karol Leopold (książę Meklemburgii) ur. 26 XI 1678 zm. 28 XI 1747 | Karol Leopold (książę Meklemburgii) ur. 26 XI 1678 zm. 28 XI 1747 |                                                     |                                                     | Katarzyna Iwanowna 1) ur. 25 VII 1692 zm. 25 VI 1733 | Katarzyna Iwanowna 1) ur. 25 VII 1692 zm. 25 VI 1733 |
|                                                                                           |                                                                                           |                                             |                                             |                                                                              |                                                                              |  |  |                                                                   |                                                                   |                                                     |                                                     |                                                      |                                                      |
|                                                                                           |                                                                                           |                                             |                                             |                                                                              |                                                                              |  |  |                                                                   |                                                                   |                                                     |                                                     |                                                      |                                                      |
|                                                                                           |                                                                                           | Antoni Ulryk ur. 28 VIII 1714 zm. 15 V 1774 | Antoni Ulryk ur. 28 VIII 1714 zm. 15 V 1774 |                                                                              |                                                                              |  |  |                                                                   |                                                                   | Anna Leopoldowna 2) ur. 18 XII 1718 zm. 19 III 1746 | Anna Leopoldowna 2) ur. 18 XII 1718 zm. 19 III 1746 |                                                      |                                                      |
|                                                                                           |                                                                                           |                                             |                                             |                                                                              |                                                                              |  |  |                                                                   |                                                                   |                                                     |                                                     |                                                      |                                                      |
|                                                                                           |                                                                                           |                                             |                                             |                                                                              |                                                                              |  |  |                                                                   |                                                                   |                                                     |                                                     |                                                      |                                                      |
|                                                                                           |                                                                                           |                                             |                                             |                                                                              |                                                                              |  |  |                                                                   |                                                                   |                                                     |                                                     |                                                      |                                                      |

|  |  |  |  | Iwan VI Antonowicz ur. 23 VIII 1740 zm. 16 VII 1764 |  |  |  |  |  |
|  |  |  |  |                                                     |  |  |  |  |  |
|  |  |  |  |                                                     |  |  |  |  |  |

| 1. c. cara Iwana V 2. właściwie: Elżbieta Katarzyna Krystyna z Meklemburgii-Schwerinu, regentka 28 X 1740 – 7 XII 1741 |